# FaceTime
FaceTime — технология видеотелефонии, разработанная компанией Apple. FaceTime является неотъемлемой частью телефонов iPhone и плееров iPod Touch (начиная с четвёртого поколения), планшетных компьютеров iPad (начиная со второго поколения), а также устанавливается в компьютеры iMac и ноутбуки MacBook, где заменила ранее использовавшуюся веб-камеру iSight.

## Технология и реализация
FaceTime позволяет осуществлять видео- и аудиозвонки между между устройствами Apple, поддерживающими данную технологию. Саму веб-камеру «FaceTime» можно использовать в сторонних приложениях, таких как Skype. Для совершения видеозвонков необходимо иметь учётную запись FaceTime, в качестве которой может выступать Apple ID, используемый для авторизации в магазине iTunes Store. Приложение FaceTime имеет доступ к «Адресной книге» на компьютере Mac или портативных устройствах Apple, отображая доступные для видеозвонков контакты. FaceTime предоставляется бесплатно, вне зависимости от местонахождения вызываемого и вызывающего абонента, оплачивается только интернет-трафик.
Впервые технология FaceTime была продемонстрирована на презентации iPhone 4, где использовалась система из фронтальной и тыловой камеры для реализации видеочата через сеть Wi-Fi. Позднее технологию применили в четвёртом поколении плееров iPod Touch.
Apple также заменила ранее встраивавшуюся в свою продукцию веб-камеру iSight, использовавшуюся для видеочатов в программе iChat и некоторых других приложениях, на технологию FaceTime, так как изначально технология позиционировалась как мультиплатформенная и открытая для применения в других приложениях. Поддержка FaceTime была добавлена в операционную систему Mac OS X Snow Leopard.

### Стандарты
FaceTime базируется на следующих стандартах:
- H.264 и AAC — видео- и аудиокодеки
- SIP — IETF протокол сигнализации для VoIP
- STUN, TURN и ICE — IETF-технологии для обхода брандмауэров и NAT
- RTP и SRTP — IETF-стандарты реального времени и шифрованных медиапотоков для VoIP

## События
- 7-11 июня 2010 года — Apple анонсирует технологию FaceTime на конференции WWDC-2010.
- 8 октября 2010 года — Apple официально опубликовала список стран, где не будет работать FaceTime. В список попали: Иордания, Катар, Саудовская Аравия, Объединённые Арабские Эмираты, Египет[2].
- 20 октября 2010 года — Apple на специальном мероприятии объявляет о выходе приложения FaceTime (версия 0.9 Beta) для компьютеров Mac.
- 11 июня 2012 года — на состоявшейся конференции WWDC-2012 Apple объявила о возможности FaceTime через 3G.
- 4 июня 2018 года — на конференции WWDC18 Apple показала возможность групповых вызовов через FaceTime до 32 человек. Поддерживается на устройствах с iOS 12 и macOS Mojave[3]. Но Apple объявила, что эта функция не будет доступна на момент выхода новых версий ОС[4].
- 28 января 2019 года — пользователи обнаружили ошибку в сервисе FaceTime, которая позволяет подслушивать и даже подсматривать за владельцем iPhone[5].